# Cohesión textual
Se denomina cohesión textual a la propiedad que permite que cada frase de un texto sea interpretada en relación con las demás, a través de la relación y unión de las distintas palabras, oraciones y párrafos del texto. 

## Mecanismos de cohesión

### Gramaticales
La cohesión es la propiedad por la que un elemento del texto se refiere a otro del contexto. Así en muchas lenguas la existencia de la concordancia gramatical, género gramatical y el número gramatical ayuda a interpretar el referente de una expresión, permitiendo identificarlo con el referente de expresiones anteriores en el discurso. Por ejemplo: la existencia de diferentes grados de deixis (este, ese, aquel) es un procedimiento útil para lograr la cohesión discursiva. Además de las categorías gramaticales que ayudan a relacionar formas léxicas y pronombres entre sí, las lenguas poseen conectores o nexos oracionales que permiten interpretar si discursivamente una oración refuerza a otra, la contradice en parte o la matiza. Estos nexos que tienen un papel sintáctico tienen un significado léxico que permite deducir si dos oraciones se contraponen o no.
En algunas lenguas la categoría gramatical de evidencialidad constituye un potente mecanismo gramatical para guiar al oyente en la interpretación de lo que el emisor dice. Aunque las lenguas que no poseen propiamente un mecanismo gramaticalizado de evidencia, pueden expresar algunos de esos matices mediante el léxico o palabras que proporcionan énfasis o cancelan interpretaciones semánticas erróneas de una oración.

### Discursivos
Además de los mecanismos formales propios de la lengua, existen otros mecanismos cohesivos intencionales para lograr la coherencia global del texto. Estos son:
- Sustitución por sinónimos
- Sustitución por hiperónimos
- Sustitución por pronombres
- Uso de palabras de la misma familia léxica
- Uso de elipsis: Suprimir un elemento
- Uso de repeticiones de la misma palabra.

- Conectores: Los conectores son nexos y ellos son los que indican las relaciones entre las oraciones.
- Marcadores del discurso: Son herramientas que se utilizan para organizar el texto en forma global y así poder identificar que nos dice cada una de las partes de un texto.